# Ciucsângeorgiu
Ciucsângeorgiu es una comuna ubicada en el distrito de Harghita, Rumania.

## Superficie
Cuenta con una superficie de 242,2 kilómetros cuadrados.

## Demografía
Hasta 2021 la población era de 4876 habitantes, con una densidad de población de 20,13 habitantes por kilómetro cuadrado.